# 第2軍管
第2軍管（だいにぐんかん）は、1873年から1888年まであった日本陸軍の管区で、全国に7つあった軍管の一つである。仙台鎮台が管轄した。東北地方と、時期により新潟県も範囲とした。

## 軍管以前の東北鎮台の管轄地

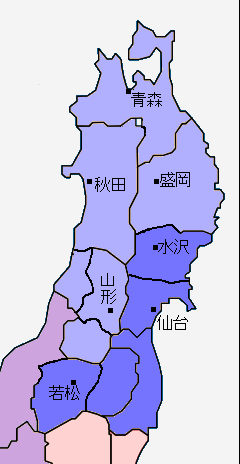
1875年の第2軍管。南が仙台の第4師管、北が青森の第5師管。

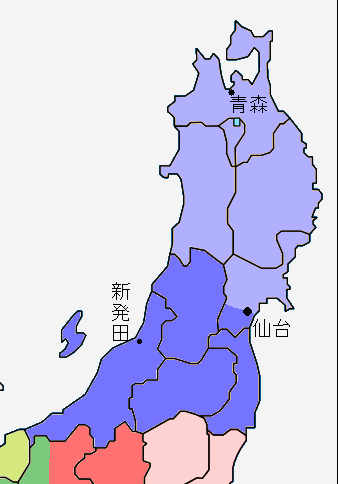
1885年から1888年の第2軍管。南が第3師管、北が第4師管。

陸軍の管轄地が法定されたのは、明治4年8月（1871年9月から10月）である。全国4つの鎮台に管地が割り当てられ、東北鎮台が山形県を除いた東北地方にほぼ相当する地域を管轄した。当時の府県は改廃の頻度が高く、境界は国（令制国）で示された。
- 東北鎮台
  - 鎮台の直管　磐城国、岩代国、陸前国、陸中国
  - 第1分営（青森）の管　陸奥、羽後

## 第2軍管の設置
1873年7月19日、明治6年太政官布告第255号によって鎮台条例が改正され、東北鎮台は仙台鎮台と改称した。鎮台が管轄する地域は、軍管と呼ぶことになった。条例に管轄地域は記されていないが、分営の配置から、山形県も含んだ東北地方と推定できる。1875年（明治8年）4月7日改定の六管鎮台表では、東北地方が管轄地とされた。
- 第2軍管
  - 第4師管（仙台師管）、分営は福島、水沢、若松。1875年の管轄地は宮城県、水沢県、磐前県、福島県、若松県。
  - 第5師管（青森師管）、分営は盛岡、秋田、山形。1875年の管轄地は青森県、岩手県、秋田県、酒田県、山形県、置賜県。

## 1885年の改正
1885年5月18日、明治18年太政官達第21号によって鎮台条例がふたたび全面改正され、軍管の区割りも変更になった。第2軍管の師管は番号が一つずれ、南が仙台の第3師管、北が青森の第4師管となった。また、範囲が新潟県に広がった。分営は、新潟県の新発田にだけ置かれることになった。
- 第2軍管
  - 第3師管　陸前のうち仙台区・名取郡・柴田郡、磐城、岩代、羽前、越後、佐渡
  - 第4師管　陸前の13郡、陸中、陸奥、羽後

## 1888年に廃止
1888年5月14日、明治21年勅令第27号（5月12日制定、14日公布）に師団司令部条例が制定されて鎮台は廃止になり、かわりに師団が常設されることになった。あわせて陸軍管区表が制定され、それまでの軍管は師管と改称し、常設の師団の管轄地になった。第2軍管の管轄地は、第2師管に引き継がれた。範囲はほぼ同じで、暫定的に北海道も含めたことだけが異なった。